# بلائیچاری
بلائیچاری (به لاتین: Belaichhari) یک منطقهٔ مسکونی در بنگلادش است که در ناحیه رنگماتی هیل واقع شده‌است. بلائیچاری ۷۴۵٫۹۲ کیلومتر مربع مساحت و ۲۸٬۵۲۵ نفر جمعیت دارد.